# Шнее, Адальберт
Адальберт Шнее (нем. Adalbert Schnee, 31 декабря 1913, Берлин — 4 ноября 1982, Гамбург) — немецкий командир-подводник и член штаба Дёница во Второй мировой войне.

## Биография
26 сентября 1934 года Шнее вступил в рейхсмарине. После двух лет службы на лёгком крейсере «Лейпциг» он вступил в подводные силы, где служил два года на U-23 под командованием старшего лейтенанта Отто Кречмера.
Шнее потопил 21 торговое судно суммарным водоизмещением 90 847 брт и два вспомогательных военных корабля (5700 брт), ещё три судна (28 820 брт) были повреждены.
Он командовал следующими подводными лодками:
- U-6 (31 января 1940 по 10 июля 1940)
- U-60 (19 июля 1940 по 5 ноября 1940)
- U-121 (6 ноября 1940 по 27 ноября 1940)
- U-201 (25 января 1941 по 24 августа 1942)
- U-2511 (29 сентября 1944 по 8 мая 1945)

## Награды
- Железный крест 2-го класса (21 октября 1939)
- Нагрудный знак подводника (27 ноября 1939)
- Железный крест 1-го класса (15 августа 1940)
- Рыцарский крест Железного креста с дубовыми листьями[1]
  - Рыцарский крест (30 августа 1941)
  - Дубовые листья (15 июля 1942)